# 混足目
混足目（學名：Mictacea）是软甲纲下的一个目，為軟甲綱中最晚定名的。已發現的五個物種都是棲息在深海或濱海石灰岩洞穴中，外形類似蝦的小型生物。有兩組科學家於1985年獨立發現了這個目的生物，並在知道對方的研究後，同意合作撰寫發表此目物種的論文。

## 特徵
混足目的生物有下列若干特徵：
- 頭部和第一胸節（pereonite）的融合。
- 呈莖狀的眼睛，但實際用處可能不大。
- 顎肢（maxilliped）及口部被甲殼覆蓋。
- 所有體節均可自由活動。
- 有呈二分枝狀的第一觸角（antennules biramous）[2][4]。

## 分類
混足目目前已發現五個物種，分屬兩個科。

### Hirsutiidae
於1985年由Sanders、Hessler及Garner的團隊發現。
- Hirsutia bathyalis Saunders, Hessler & Garner, 1985，於西大西洋的半深海區發現。
- Hirsutia saundersetalia Just & Poore, 1988，於澳洲西南的半深海區發現。
- Thetispelecaris remex Gutu & Iliffe, 1998，於巴哈馬群島發現。
- Thetispelecaris yurigako Ohtsuka, Hanamura & Kase, 2002，於大開曼島的淺海洞穴發現。 [2]

### Mictocarididae
於1985年由Bowman及Iliffe的團隊發現。
- Mictocaris haplope Bowman & Iliffe, 1985，於百慕達群島的石灰岩洞發現。[2]